# Кунтий Євген Олександрович
Євге́н Олекса́ндрович Кунтий (30 квітня 1990; с. Василівка Березанський район — 11 липня 2014; Зеленопілля, Свердловський район, Луганська область) — український військовик, старший солдат, кулеметник протитанкового взводу 2-го механізованого батальйону 24-ї Залізної імені князя Данила Галицького окремої механізованої бригади (Яворів) Сухопутних військ Збройних сил України. Кавалер ордена «За мужність» ІІІ ступня (14.03.2015; посмертно).

## Життєпис
Народився Євген Кунтий 30 квітня 1990 року в селі Василівка Березанського району Миколаївської області. Закінчив загальноосвітню школу села Красне Березанського району Миколаївської області, а потім — ДПТНЗ «Сокальський професійний ліцей» міста Сокаль Львівської області. 
Проживав у місті Червоноград Львівської області. 
Навесні 2014 року мобілізований до лав Збройних сил України. Служив у 24-й Залізній імені князя Данила Галицького окремій механізованій бригаді Сухопутних військ Збройних сил України (військова частина А0998; місто Яворів Львівської області).
З літа 2014 року Євген брав участь у антитерористичній операції на сході України.

## Обставини загибелі
11 липня 2014 року в районі села Зеленопілля Луганської області приблизно о 4:30 ранку російсько-терористичні угрупування обстріляли з РСЗВ «Град» блокпост українських військ, внаслідок обстрілу загинуло 19 військовослужбовців, серед них і Євген Кунтий.
Євген Кунтий був похований 19 липня 2014 року на цвинтарі села Василівка Березанського району Миколаївської області.
Без Євгена лишились мати, два брати і сестра.

## Нагороди
За особисту мужність і героїзм, виявлені у захисті державного суверенітету та територіальної цілісності України, вірність військовій присязі під час російсько-української війни, нагороджений орденом «За мужність» III ступеня (14.03.2015; посмертно).

## Вшанування пам'яті
У селі Красне Березанського району на фасаді будівлі загальноосвітньої школи, де навчався Євген Кунтий, йому відкрито меморіальну дошку.

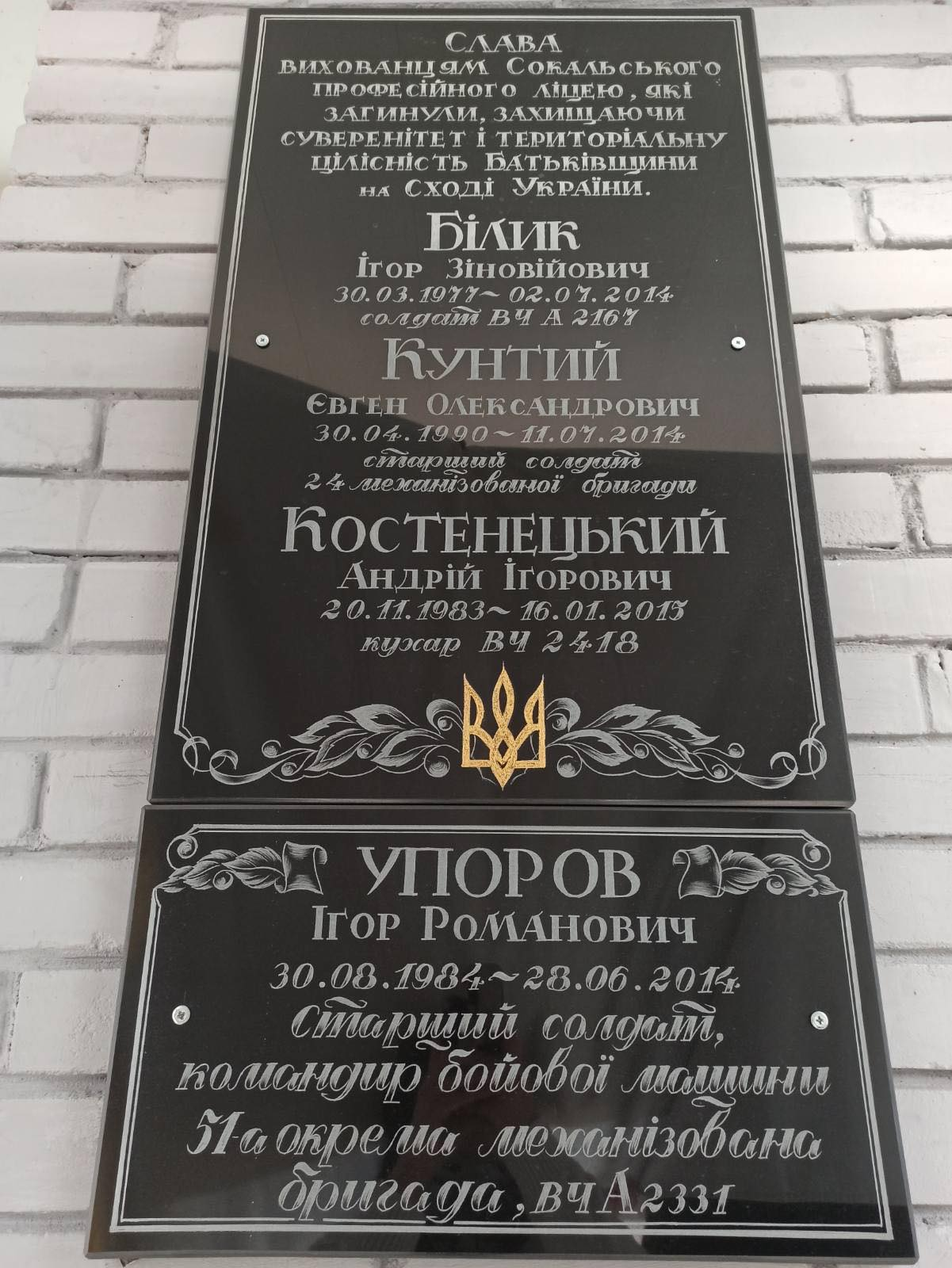
Меморіальна дошка у Сокальському професійному ліцеї

6 грудня 2021 року в ДПТНЗ “Сокальський професійний ліцей” освятили пам‘ятну дошку випускникам ліцею, які загинули в зоні АТО Ігорю Білику, Євгену Кунтому, Андрію Костенецькому та Ігорю Упорову.